# L'Hôpital-Saint-Blaise
L'Hôpital-Saint-Blaise là một commune tỉnh Pyrénées-Atlantiques, thuộc vùng Nouvelle-Aquitaine, tây nam nước Pháp.